# Aucasaurus
Aucasaurus garridoi
Genre
Espèce
Aucasaurus est un genre fossile de dinosaures théropodes abélisauridés d'Amérique du Sud (Argentine), ayant vécu au Crétacé supérieur. Son nom signifie « Lézard d'Auca Mahuevo » (du nom de la formation où il fut retrouvé).

## Description
Il était plus petit que son parent Carnotaurus, mais plus évolué. Ses bras encore plus réduits et ses doigts quasi inexistants en témoignent. Le spécimen type, et unique représentant du genre, Aucasaurus garridoi, est l'abélisauridé le plus complet jamais exhumé, car il est entier jusqu'à la treizième vertèbre caudale. Toutefois, le crâne est endommagé et la cause de ses blessures est incertaine.

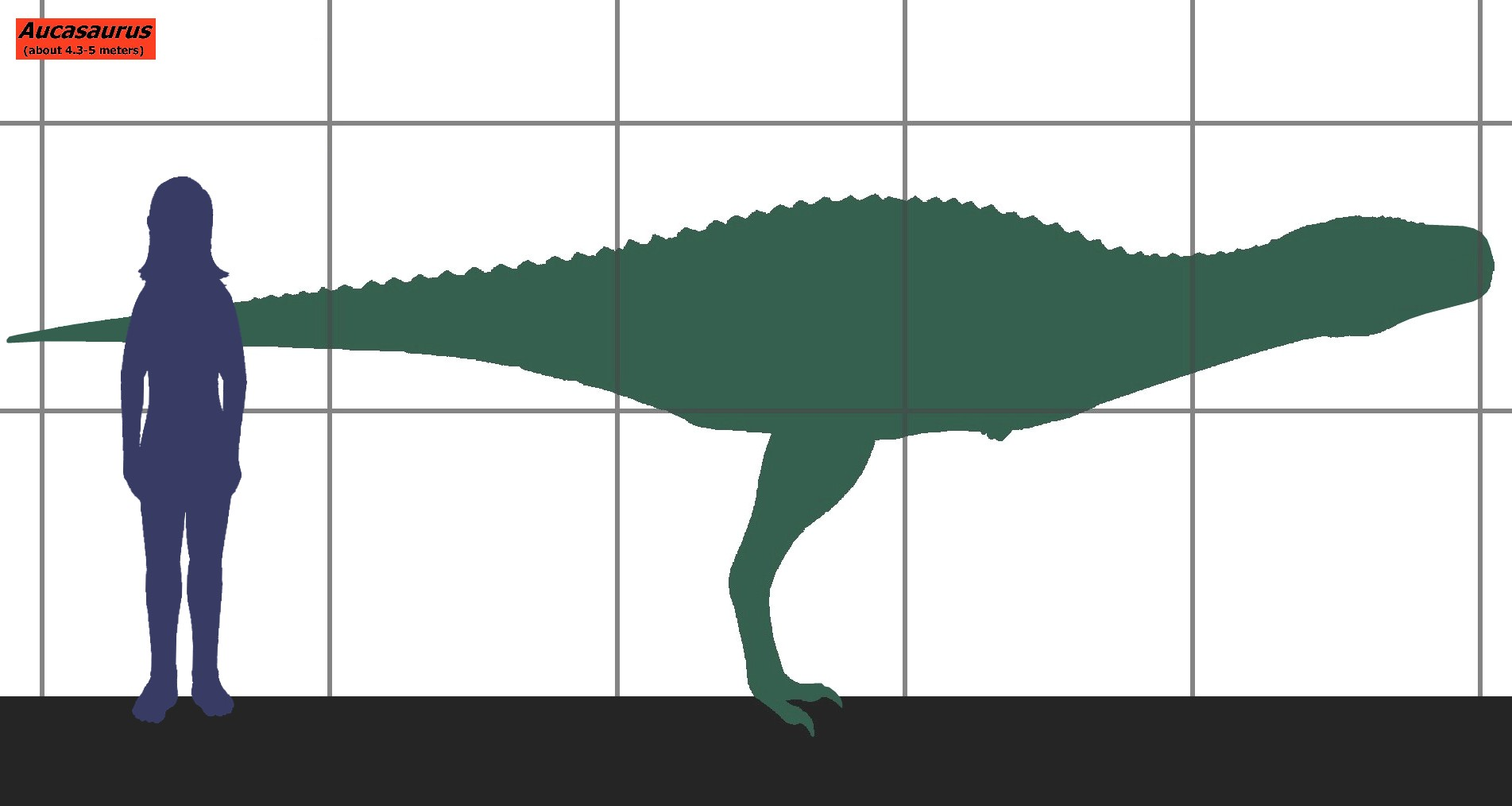
Échelle Homme/Aucasaurus.